# Frano Mlinar
Frano Mlinar (Zagabria, 30 marzo 1992) è un calciatore croato, centrocampista del NŠ Mura.

## Carriera

### Club
Ha esordito nel 2009 in prima squadra collezionando una presenza, e nel 2010 si è trasferito in prestito alla Lokomotiva Zagabria.
Nel 2012 è l'Inter Zaprešić ad aggiudicarsi le prestazioni del giocatore, nel club il giocatore collezionerà 41 presenze andando a segno in 3 occasioni.
Il 1º luglio 2013 passa all'Udinese, che lo tessera ufficialmente solo il 15 settembre seguente.

### Nazionale
Nel 2011 viene convocato nell'Under-20 per prendere parte al campionato mondiale di calcio Under-20. Nel 2013 ha esordito con l'Under-21, giocando una partita nelle qualificazioni agli Europei di categoria.